# Поганий Санта
«Поганий Санта» (англ. Bad Santa) — американська чорна різдвяна комедія 2003 року, кримінальний фільм режисера Террі Цвігоффа, сценаристів Гленна Фікарри та Джона Рекуа із Біллі Бобом Торнтоном у головній ролі та Тоні Коксом в ролі його спільника. Виконавчі продюсери – брати Коен. Фільм вийшов у прокат 26 листопада 2003 року та його показали поза конкурсом на Каннському кінофестивалі 2004 року, був номінований на премію Золотий Глобус в 2004 у (Біллі Боб Торнтон — премія за найкращу чоловічу роль — комедія або мюзикл). Стрічка отримала позитивні відгуки та мала комерційний успіх.
Слоган фільму: «Йому все одно, був ти слухняний чи ні» (англ. «Get Naughty this Holiday Season»).
Версія без рейтингу вийшла на DVD 5 березня 2004 року та на Blu-ray 20 листопада 2007 року під назвою «Bad(der) Santa». Режисерська версія DVD була вийшла у листопаді 2006 року, яка містить аудіокоментар Цвігофа із редактором фільму.
Роль Боба Чіпескі у «Поганому Санті» стала останньою роботою Джона Ріттера в ігровому кіно напередодні його смерті 11 вересня 2003 року. Фільм присвячений його пам'яті.
Продовження, «Поганий Санта 2», вийшло 23 листопада 2016 року, проте не змогло зрівнятися з критикою та комерційним успіхом оригіналу.

## Сюжет
Головний герой фільму, Віллі — хтивий алкоголік, невдаха, який провів деякий час за ґратами. Тепер він разом зі своїм напарником Маркусом, темношкірим карликом, займається пограбуваннями великих торгових центрів. Перед кожним Різдвом спільники влаштовуються працювати в магазин: Віллі як Санта-Клаус, який розважає дітлахів, а Маркус — як ельф. У ніч перед святом Маркус, використовуючи свої невеликі габарити, ховається в якомусь затишному місці в торговому центрі і після відходу охорони відключає сигналізацію. Далі Віллі, досвідчений ведмежатник, розкриває сейф і парочка грабіжників виявляється забезпечена на весь майбутній рік. Попри обіцянки стати розсудливим, Віллі витрачає всі отримані кошти на випивку і жінок, і до моменту нового нальоту виявляється вбогим…
Цього разу підготовка до пограбування проходить не дуже вдало. Менеджер магазину, Боб Чіпеска, стурбований поведінкою знову найнятого Санти — той кожен день напивається вщент, займається сексом з відвідувачками в кабінках для переодягання. Спроби звільнити нових співробітників не приводять ні до чого хорошого для Чіпескі, бо Віллі нагадує йому, що звільнення чорного карлика може бути сприйнято суспільством як дискримінація, а вже посприяти роздуванню скандалу Санта завжди готовий. Чіпеска звертається до начальника служби безпеки, Джина, з проханням допомогти знайти факти, що дозволяють звільнити цю парочку. Однак Джин не такий простий. Дізнавшись про кримінальне заняття Віллі і Маркуса, він пропонує грабіжникам взяти його в долю, за що, своєю чергою, зобов'язується не видавати їх поліції…
У ході виконання своїх робочих обов'язків Віллі знайомиться з товстим, дурнуватим і дивним хлопчиком, Терманом Мерманом. Той не вірить в існування Санта-Клауса і просто намагається знайти в Віллі одного. Батько хлопчика відбуває покарання за розтрату у в'язниці, мати померла, а за дитиною «наглядає» бабуся, яка вижила з розуму і цілий день дивиться телевізор. Віллі, природно, не міг не скористатися можливістю поживитися користуючись з наївного малюка — він переїжджає в шикарний будинок Мерманів, витрачає гроші, витягнуті з сімейного сейфа, приїжджає на роботу на БМВ батька Термана, який сидить за ґратами.
Поступово спілкування з хлопчиком починає впливати на Віллі, змушуючи того в пориві люті побити підлітків, які знущаються з недотепи. Після цього Віллі намагається навчити свого нового друга битися і влаштовує йому поєдинок з Маркусом, що не закінчився, правда, нічим хорошим. Віллі займається невластивими йому справами: прикрашає вулицю перед будинком Термана ліхтарями, обмірковує, що ж подарувати хлопчикові на Різдво.
Перед пограбуванням Маркус зі своєю коханкою Луїс вбивають Джина і збираються позбутися Віллі, який став створювати занадто багато проблем. У розпал злочину, після розкриття сейфа, коли гроші опинилися в руках спільників, Маркус намагається здійснити задумане, але в цей момент із засідки з'являються поліціянти. Виявляється, Терман передав у поліцію передсмертний лист Віллі, яке той підготував для нереалізованого суїциду, з описом усіх скоєних ним і карликом злочинів. Віллі намагається втекти з магазину, прихопивши подарунок для хлопчика — м'яку іграшку у вигляді рожевого слона. Поліція наздоганяє Поганого Санту на порозі будинку Мерманів, де захисники правопорядку всаджують беззбройному Віллі в спину вісім куль.
Фільм закінчується сценою, де озвучується лист Віллі з клініки. Він залишився живий і, завдяки листу, переданому Терманом в поліцію, сприйнятому як явка з повинною, а також перевищенню повноважень поліціянтами, котрі переслідували героя фільму, виявляється не тільки виправданий, але і поставлений на громадську посаду…

## Ролі
- Біллі Боб Торнтон — Віллі Стокес
- Тоні Кокс — Маркус Скідмор
- Бретт Келлі — Терман Мерман
- Лорен Грем — Сью
- Лорен Том — Луїс
- Берні Мак — Джин Слагель
- Джон Ріттер — Боб Чіпеска
- Еджей Найду — задиристий індус
- Алекс Борштейн — мама дитини з Мілвокі
- Біллі Гарделл — охоронець Мілвокі
- Браян Каллен — бармен в Маямі
- Том Макгоуен — Гаррісон
- Макс Ван Вілле — ватажок банди скейтбордистів
- Октавія Спенсер — Опал
- Райан Пінкстон — магазинний злодій
- Метт Уолш — Херб
- Ітан Філліпс — Роджер Мерман
- Шериф Джон Баннелл — шеф поліції
- Клоріс Лічмен — Бабуся
- Керрі Россал — поліцейський
- Бріана Нортон — пінболістка

## Знімальна група
- Режисер — Террі Цвігофф
- Сценарист — Гленн Фікарра, Джон Рекуа
- Продюсер — Сара Обрі, Джон Камерон, Боб Вайнштейн
- Композитор — Девід Китай

## Виробництво
Спочатку роль Віллі повинен був грати Білл Мюррей, однак той був змушений відмовитися через участь у фільмі «Труднощі перекладу». Також зацікавленість в цій ролі висловлював Джек Ніколсон, але був зайнятий у зніманні фільму «Кохання за правилами... і без».
Знімання картини, старт якого був спочатку запланований на кінець березня 2002 року, проводили в Нью-Йорку з 8 липня до вересня 2002 року.